# Tour de Flandes 1979
El Tour de Flandes 1979, la 63.ª edición de esta clásica ciclista belga. Se disputó el 1 de abril de 1979. El vencedor final fue el holandés Jan Raas, que se impuso en Meerbeke, con poco más de un minuto sobre los inmediatos perseguidores, los belgas Marc Demeyer y Daniel Willems, después de atacar cuando faltaban 27 kilómetros.

## Clasificación General
| Posición | Ciclista          | Equipo                  | Tiempo     |
| -------- | ----------------- | ----------------------- | ---------- |
| 1        | Jan Raas          | TI-Raleigh-McGregor     | 6h 31' 00" |
| 2        | Marc Demeyer      | Flandria-Ça va Seul     | + 1' 04"   |
| 3        | Daniel Willems    | IJsboerke-Warncke       | + 1' 15"   |
| 4        | Marc Renier       | Kas-Campagnolo          | m. t.      |
| 5        | Piet van Katwijk  | TI-Raleigh-McGregor     | m. t.      |
| 6        | Jos Schipper      | Marc Zeep Savon-Superia | m. t.      |
| 7        | Hennie Kuiper     | Peugeot-Esso-Michelin   | m. t.      |
| 8        | Walter Godefroot  | IJsboerke-Warncke       | m. t.      |
| 9        | Guido Van Calster | DAF Trucks              | + 1' 20"   |
| 10       | Joop Zoetemelk    | Miko-Mercier            | + 1' 25"   |